# Louisburgh (Irsko)
Louisburgh (irsky Cluain Cearbán) je malé město na jižním pobřeží zátoky Clew Bay v hrabství Mayo v irské provincii Connacht. Západně od města se nachází přístav Roonagh Quay, odkud vyplouvají trajekty na Clare island a další ostrovy.

## Geografie
Městečko Louisburgh leží na jihozápadním výběžku pobřeží zátoky Clew Bay na západě Irska, asi 9,5 km jihovýchodním směrem od ostrova Clare, který se nachází mezi ústím zátoky a Atlantským oceánem. Louisburghem protéká řeka Bunowen, která pramení v Sheeffry Hills na severních svazích hor Tievummera a Tievnabinnia v pohoří, jehož nejvyšším vrcholem (a zároveň i nejvyšším vrcholem hrabství Connacht) je Mweelrea (814 m n. m.).  Území o rozloze cca 450 čtverečních mil jižně od Luisburghu mezi 9 mil dlouhou zátokou Killary (Killary Fjord) na jihu a řekou Owenree na severu má statut chráněné krajinné oblasti – Area of Outstanding Natural Beauty s označením "Special Amenity Area" - krajina zvláštního půvabu.

## Historie
Městečko nechal postavit v roce 1795 majitel zdejšího panství John Denis Browne, 3. hrabě z Altamontu (pozdější 1. markýz ze Sligo) jako nový domov pro katolické rodiny, které musely uprchnout ze severních oblastí Irska kvůli náboženskému pronásledování. Nové město pojmenoval John Denis Browne Luisburgh na památku svého strýce Henryho Browna, pozdějšího kapitána Luisburských granátníků (Louisburg Grenadiers), který se v roce 1758 zúčastnil na britské straně bitvy s Francouzi u Louisburghu na ostrově Cape Breton v kanadské provincii Nové Skotsko.

## Pamětihodnosti
Městečko Louisburg si až do 21. století celkově zachovalo ráz a atmosféru z doby svého vzniku. Na území Louisburghu a v jeho okolí se nachází na 700 archeologických a historických lokalit a přírodních zajímavostí. Patří k nim například starověké hrobky u Furmoyle, Aillemore a Srahwee, kláštery v Murrisku a Kilgeeveru či kamenný most s 37 oblouky u Bunlahinche. Tento 50 metrů dlouhý most přes řeku Bunleemshough je nejdelší kamennou lávkou pro pěší na území Irska. Byl vybudován pravděpodobně ve 40. letech 19. století, kdy u řeky Bunleemshough vznikla protestantská osada se školou a kostelem. Toto sídlo však bylo po dvaceti letech opuštěno a zůstal zde jen uvedený most. Zhruba 10 km vzdušnou čarou směrem na východ od Louisburghu se nad zátokou Clew Bay vypíná vrchol Croagh Patricku (764 m n. m.).

## Doprava
Louisburgh spojuje s Westportem, největším městem v oblasti zátoky Clew Bay, silnice R335. Denně kromě neděle jsou zde zajištěny 2–3 autobusové spoje na lince č. 450 společnosti Bus Éireann. Nejbližší železniční stanicí je cca 24 km vzdálené nádraží Westport, konečná stanice na trati Dublin – Galway/Westport. Z přístavu Roonagh Quay (Roonagh Pier), který je od Louisburghu vzdálen asi 6 km směrem na západ, jezdí denně po celý rok trajekty na ostrovy Clare a Inishturk. Cesta na Clare Island trvá z Roonagh Quay 10–15 minut. Přepravu cestujících zajišťují mj. lodě The Pirate Queen a Clew Bay Queen, které patří společnosti rodiny O´Gradyových z Clare Islandu, jež zde provozuje lodní dopravu již od roku 1880. Dvakrát týdně se na ostrovy přepravuje zboží nákladními loděmi. 

## Fotogalerie

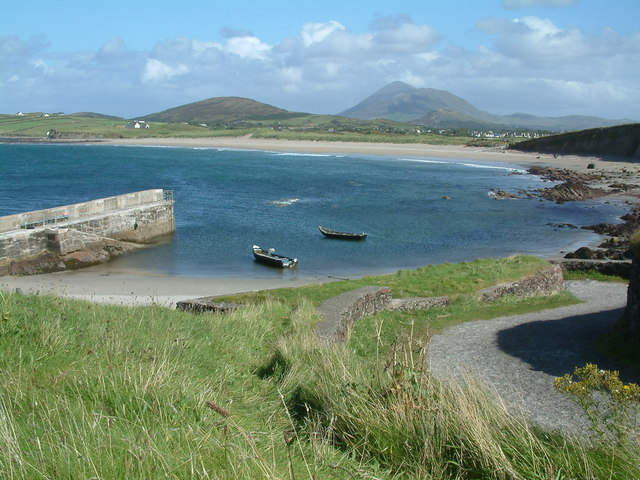
Přístav Carrowmore, v pozadí Croagh Patrick
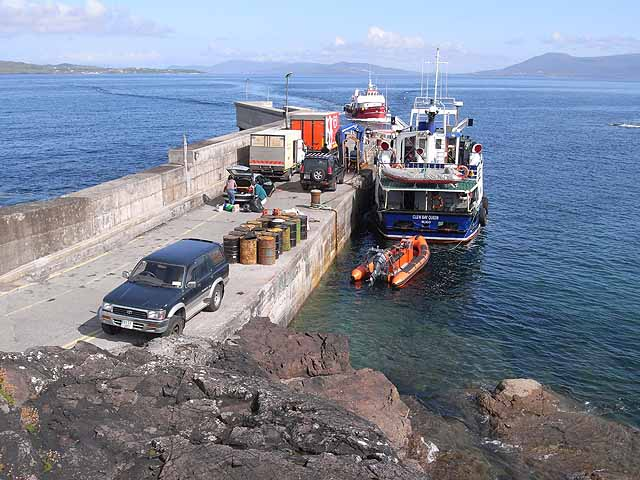
Dopravní ruch v přístavu Roonagh Quay
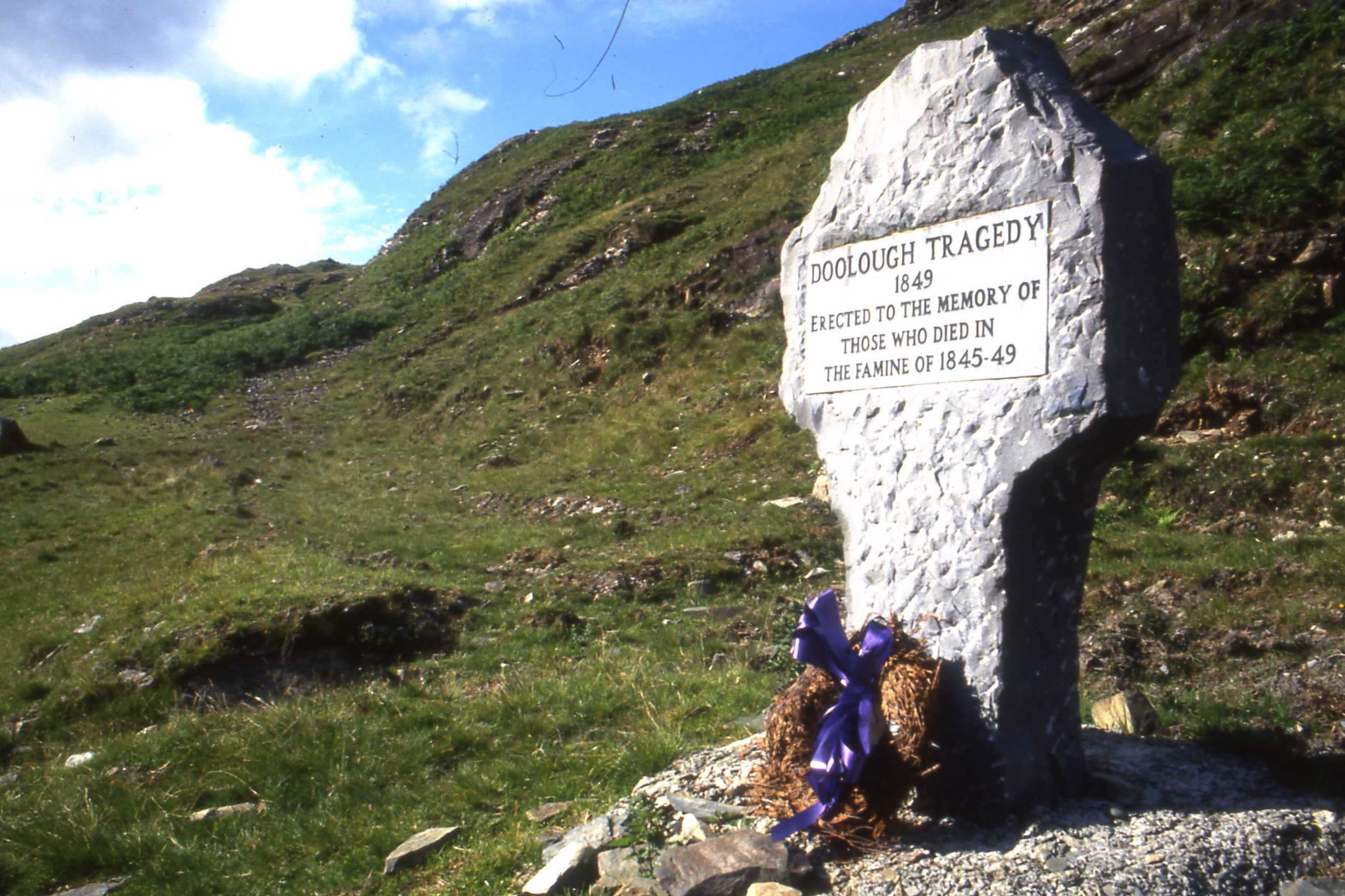
Pomník obětem hladomoru z let 1845–1849 u jezera Dúloch
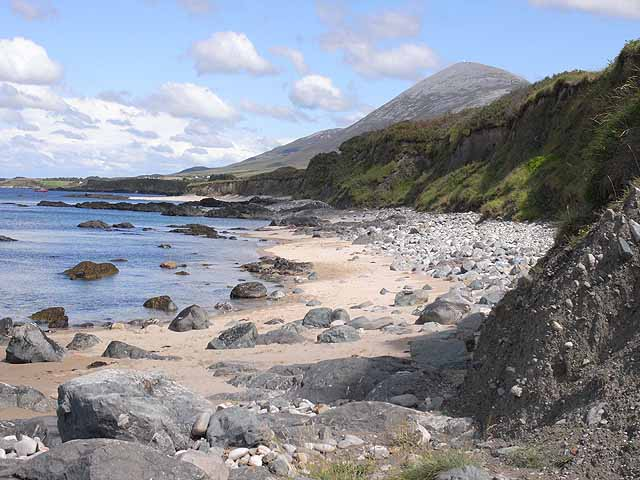
Pobřeží u Kilsallaghu mezi Louisburghem a Leckanay